# کوکو (رابط برنامه‌نویسی)
کوکو (انگلیسی: Cocoa) رابط برنامه‌نویسی شیءگرای محلی اپل برای سیستم‌عامل اواس ده است.

### کوکو (Cocoa) چیست؟
کوکو (Cocoa) یک چارچوب نرم‌افزاری است که توسط اپل طراحی شده و به‌عنوان رابط برنامه‌نویسی شیءگرا (Object-Oriented API) برای توسعه برنامه‌های کاربردی در سیستم‌عامل‌های macOS، iOS، tvOS و watchOS استفاده می‌شود. این چارچوب به توسعه‌دهندگان امکان می‌دهد تا با استفاده از زبان‌های برنامه‌نویسی مانند Objective-C و Swift برنامه‌های مدرن و کاربرپسند بسازند.

### ویژگی‌ها و قابلیت‌های Cocoa:
1. مدیریت حافظه خودکار:
  - با معرفی ویژگی‌هایی مانند ARC (Automatic Reference Counting)، کوکو مدیریت حافظه را ساده‌تر کرده است.
2. طراحی شیءگرا:
  - کوکو از مدل شیءگرا استفاده می‌کند که باعث خوانایی و نگهداری آسان‌تر کد می‌شود.
3. یکپارچگی با فناوری‌های اپل:
  - کوکو ابزارها و کلاس‌هایی برای استفاده از فناوری‌های مختلف اپل مانند Core Data، Core Animation، و CloudKit ارائه می‌دهد.
4. رابط گرافیکی پیشرفته:
  - ابزارهای قدرتمند مانند Interface Builder به توسعه‌دهندگان اجازه می‌دهد تا به‌راحتی رابط‌های کاربری گرافیکی ایجاد کنند.
5. تعامل آسان با سخت‌افزار و نرم‌افزار:
  - کوکو دسترسی به ویژگی‌های سخت‌افزاری دستگاه‌های اپل مانند دوربین، سنسورها، و سیستم مدیریت انرژی را فراهم می‌کند.

### اجزای اصلی Cocoa:
1. Foundation Framework:
  - مجموعه‌ای از کلاس‌ها و ابزارهای پایه برای مدیریت داده‌ها، تاریخ و زمان، شبکه، و غیره.
2. AppKit Framework:
  - مجموعه‌ای از ابزارها برای ساخت و مدیریت رابط‌های کاربری در macOS.
3. UIKit Framework (در iOS و iPadOS):
  - مشابه AppKit اما مختص iOS و iPadOS، برای ایجاد رابط‌های کاربری در دستگاه‌های موبایل.

### مزایای استفاده از Cocoa:
- توسعه سریع: ابزارهای جامع و یکپارچه به توسعه‌دهندگان کمک می‌کند تا برنامه‌ها را سریع‌تر توسعه دهند.
- پشتیبانی از ویژگی‌های مدرن: فناوری‌های جدید اپل معمولاً در کوکو سریعاً پشتیبانی می‌شوند.
- مقیاس‌پذیری بالا: امکان ایجاد برنامه‌های ساده تا پیچیده با استفاده از همان چارچوب.

### نمونه کد ساده در Cocoa با Swift:
در اینجا نمونه‌ای از ایجاد یک برنامه ساده macOS با استفاده از Cocoa در Swift:
```
import
 
Cocoa

class
 
AppDelegate
:
 
NSObject
,
 
NSApplicationDelegate
 
{

    
let
 
window
 
=
 
NSWindow
(

        
contentRect
:
 
NSRect
(
x
:
 
0
,
 
y
:
 
0
,
 
width
:
 
400
,
 
height
:
 
300
),

        
styleMask
:
 
[.
titled
,
 
.
closable
,
 
.
resizable
],

        
backing
:
 
.
buffered
,

        
defer
:
 
false

    
)

    

    
func
 
applicationDidFinishLaunching
(
_
 
notification
:
 
Notification
)
 
{

        
window
.
title
 
=
 
"Hello Cocoa"

        
window
.
makeKeyAndOrderFront
(
nil
)

    
}

}

let
 
app
 
=
 
NSApplication
.
shared

let
 
delegate
 
=
 
AppDelegate
()

app
.
delegate
 
=
 
delegate

app
.
run
()

```

این کد یک پنجره ساده macOS ایجاد می‌کند.

### نتیجه‌گیری:
کوکو یکی از ابزارهای قدرتمند و اصلی برای توسعه برنامه‌های کاربردی در اکوسیستم اپل است. این چارچوب با ارائه ابزارها و ویژگی‌های پیشرفته، توسعه‌دهندگان را قادر می‌سازد تا برنامه‌های باکیفیت و کاربرپسند ایجاد کنند. اگر قصد دارید برای دستگاه‌های اپل برنامه‌نویسی کنید، یادگیری کوکو یک گام اساسی است.